# Luigi Serafini (cestista)
Luigi Serafini (Casinalbo, 17 giugno 1951 – Bologna, 23 agosto 2020) è stato un cestista italiano.

## Carriera
In Serie A vestì le maglie di Virtus Bologna, Pallacanestro Milano, Reyer Venezia, Fabriano Basket e Pallacanestro Firenze e segnò un totale di 4287 punti.
Dal 1º maggio 2014 era presidente della società sportiva Atletico Basket di Borgo Panigale (Bologna).

## Palmarès
- Campionato italiano: 1

Virtus Bologna: 1975-1976
- Coppa Italia: 1

Virtus Bologna: 1974